# Разбој Љевчански
Разбој Љевчански је насељено мјесто у општини Србац, Република Српска, БиХ. Налази се на сјеверу Лијевча поља, уз лијеву обалу рјеке Врбас.
Званичан назив села је Разбој Љевчански, међутим у свакодневној употреби су чак 4 назива (Разбој Љевчански, Разбој Лијевче, Разбој и Мали Разбој), што доводи до бројних проблема и због чега су мјештани више пута негодовали и позивали надлежне да ријеше проблем са именом.

## Становништво
| Демографија | Демографија | Демографија |
| Година      | Становника  | Становника  |
| ----------- | ----------- | ----------- |
| 1948.       | 1.008       |             |
| 1953.       | 1.036       |             |
| 1961.       | 1.110       |             |
| 1971.       | 1.002       |             |
| 1981.       | 997         |             |
| 1991.       | 901         |             |
| 1993.       | 850         |             |